# Vrtanes Papazian
Vrtanes Mersrop Papazian (in armeno  Վրթանես Մեսրոպի Փափազյան; Van, 12 aprile 1866 – 26 aprile 1920) è stato uno scrittore, romanziere e giornalista armeno.

## Biografia
Vrtanes Papazian nacque a Van nel 1866. Suo padre Mesrop Papazyan era un archimandrita, un personaggio era un personaggio noto: pedagogista, scrittore, esperto di teatro e drammaturgo.  All'età di quattro si trasferisce con i suoi genitori a Agulis dove ha ricevuto la sua educazione primaria. Ha continuato i suoi studi presso la Scuola Aramian in Tavriz e successivamente presso il Seminario Gevorgian a Echmiadzin. 
In seguito si recò a studiare all'Università di Ginevra, dove frequentò i corsi delle facoltà di Lettere e di Scienze Sociali.
Le dure condizioni di vita della sua famiglia lo costrinsero a lavorare fin dall'età di 15 anni. Lavorò come operaio, fotografo e telegrafista. Per un lungo periodo insegnò nelle scuole in diverse città tra cui Van, Karin, Tbilisi, Teheran, Shushi, Bucarest, ecc).
Ha lavorato come editore di giornali armeni indipendenti, collaborando con una serie di organi di stampa armeni, russi ed europei. Tra questi è da ricordare Mehyan del cui circolo fece parte insieme ad altri noti intellettuali tra cui Costan Zarian, Hrand Nazariantz, Ruben Zartarian.
Gli eventi del genocidio del 1915 riguardarono direttamente anche la sua famiglia. Suo fratello, Nerses Papazyan (archimandrita Mashtots), responsabile della Chiesa armena di Boston fu arrestato il 24 aprile 1915 a Costantinopoli e fu ucciso dai carnefici all'inizio del Genocidio armeno.

## Opere letterarie
I primi scritti di Papazian riguardarono vita degli armeni occidentali. Nel 1890 queste storie furono date alle stampe per la prima volta. Successivamente sono stati pubblicati in due libri: 
- Scene della vita di armeni turchi (1889) e
- Storie della vita di armeni turchi (1904).

In entrambi i testi egli parlava degli orrori di turchi e curdi, senza tralasciare gli esponenti della comunità armena giudicati corrotti e collaborazionisti.
Nelle sue opere ha condannato il servilismo. In particolare nel romanzo Emma egli criticava fortemente alcuni partiti nazionali per il fatto stesso di essere separati dalla nazione, e accusava i partiti armeni con sede in Europa di essere lontani dalla terra d'origine. Questi a suo dire si proclamavano leader della lotta contro la tirannia.